# سورة محمد

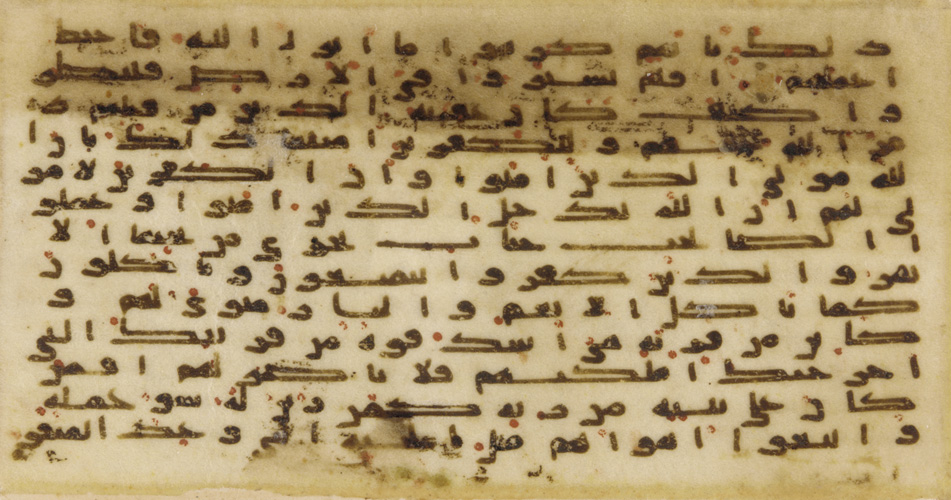
مخطوطة بها الآيات 9 حتى 15 من سورة محمد

سورة محمد سورة مدنية، اتفق العلماء على ذلك، ورأى بعضهم أنها أنزلت في أول العهد النبوي، ورُويَ أن الآية 13 نزلت في طريق هجرة النبي محمد إلى المدينة، والسورة تُعْنى بالأحكام التشريعية الخاصة بالقتال، والأسرى، والغنائم، وأحوال المنافقين، ولكنَّ المحور الذي تدور عليه السورة هو موضوع "الجهاد في سبيل الله"، وهي من المثاني، آياتها 38، وترتيبها في المصحف 47، في الجزء السادس والعشرين، بدأت باسم موصول: ﴿الَّذِينَ كَفَرُوا وَصَدُّوا عَنْ سَبِيلِ اللَّهِ أَضَلَّ أَعْمَالَهُمْ ۝١﴾ [محمد:1]، نزلت بعد سورة الحديد.

## أسماؤها
سُمّيت سورة محمد لأن اسم النبي محمد مذكور في الآية الثانية ﴿والذين آمنوا وعملوا الصالحات وآمنوا بما نُزّل على محمد﴾ [محمد:2]، وقد ذُكر اسم النبي محمد أربع مرات في القرآن، إحداها في هذه السورة، والثانية في سورة آل عمران، والثالثة في سورة الأحزاب، والرابعة في سورة الفتح، سُميت سورةُ محمد سورةَ القتال لأن محورها الأساسي والعام لها يركز على موضوع وقضية الجهاد وأيضا ذكر فيها لفظ القتال ومشروعيته وبعض أحكامه. ففيها يقول الله تعالى: ﴿وَيَقُولُ الَّذِينَ آمَنُوا لَوْلَا نُزِّلَتْ سُورَةٌ فَإِذَا أُنْزِلَتْ سُورَةٌ مُحْكَمَةٌ وَذُكِرَ فِيهَا الْقِتَالُ رَأَيْتَ الَّذِينَ فِي قُلُوبِهِمْ مَرَضٌ يَنْظُرُونَ إِلَيْكَ نَظَرَ الْمَغْشِيِّ عَلَيْهِ مِنَ الْمَوْتِ فَأَوْلَى لَهُمْ ۝٢٠﴾ [محمد:20] إلى غير ذلك من الآيات، وتسمى أيضا سورة: ﴿الذين كفروا﴾ [محمد:1]، لأنها افتتحت بهذا اللفظ.

## مرحلة تنزيلها
فيها قولان: قيل: مدنية، وهو قول الأكثرين، إلا آية نزلت بعد حجة الوداع، وهي: {وَكَأَيِّنْ مِنْ قَرْيَةٍ هِيَ أَشَدُّ قُوَّةً مِنْ قَرْيَتِكَ الَّتِي أَخْرَجَتْكَ أَهْلَكْنَاهُمْ فَلَا نَاصِرَ لَهُمْ} [محمد: 13] وقيل: مكية.

## مناسبة السورة لما قبلها
ذكر الله تعالى في سور حم السابقة وآخرها سورة الأحقاف الأدلة على صدق القرآن، وعاقبة الكفر، ونصرة الله للمؤمنين، وإثبات البعث، عُلم أنه لا يزيغ عن هذه الأدلة إلا هالك، فختمت سورة الأحقاف بقوله: {بَلَاغٌ فَهَلْ يُهْلَكُ إِلَّا الْقَوْمُ الْفَاسِقُونَ} [الأحقاف: 35]، وعرَّف بهم في أول السورة أنهم {الَّذِينَ كَفَرُوا وَصَدُّوا عَنْ سَبِيلِ اللَّهِ} [محمد: 1].

## موضوعاتها
من معالم السورة المهمة حديثها عن أمراض القلوب وأقفالها وأسباب الختم عليها، فكان ذلك مدعاة للقارئ إلى تفكير في الارتباط الشديد بين عمل الإنسان وإيمانه، أو بين أفعاله وأحوال قلبه، ذُكر في السور التفريق بين المؤمنين وغير المؤمنين، سواء في أعمال كل فريق، والعاقبة المنتظرة، كما ذُكر الاختلاف الصارخ بين شراب أهل الجنة وشراب أهل النار، في الآية الرابعة إلى السابعة تحريض على قتال الكافرين، وخُتمت السورة بالتحذير من البُخل.

## مناسبة أول السورة بآخرها
بدأت بالحديث عن الكفار والمؤمنين، وختمت بالحديث عنهم، ففي أول السورة أخبر الله تعالى أنه أبطل عمل الكافرين، وأخبر في آخر السورة أنه لن يغفر للكفار، وأمر المؤمنين أن لا يبطلوا أعمالهم، وأن يقاتلوا الذين يصدون عن سبيل الله إذلالا لهم، وإعزازا للمؤمنين، فإن نصروا الله نصرهم، وإن تولوا استبدل الله قوما غيرهم فيصدق وعد الله بإبطال أعمال الكفار وخذلانهم.

## ما تفردت به السورة
- أكثر سورة تكرر فيها لفظ (أنهار)، حيث تكرر خمس مرات.
- اختصت السورة بذكر أنهار الجنة الأربعة.
- ذكر فيها لفظ (أشراط) دون غيرها من سور القرآن.
- أكثر سورة تكرر فيها لفظ (العمل) وما يشتق منه.[7]